# 프레스턴 핸슨
프레스턴 핸슨(Preston Hanson, 1921년 1월 17일 ~ 2008년 2월 12일)은 미국의 배우, 텔레비전 배우이다.
시더래피즈에서 태어났으며 밴나이즈에서 사망하였다.

## 영화
- 첩보원 가족 로버슨 (1994년)
- 미라클 인간 (1985년)
- 다이너스티 (1981년)
- 로크 네스 호러 (1981년)
- 줄리어스 시저 (1953년)